# Feistritzer Spitze
Feistritzer Spitze är en bergstopp i Österrike.   Den ligger i distriktet Völkermarkt och förbundslandet Kärnten, i den sydöstra delen av landet, 230 km sydväst om huvudstaden Wien. Toppen på Feistritzer Spitze är 2 080 meter över havet, eller 71 meter över den omgivande terrängen. Bredden vid basen är 1,4 km.
Terrängen runt Feistritzer Spitze är kuperad åt nordväst, men åt sydost är den bergig. Närmaste större samhälle är Bleiburg/Pliberk, 9,4 km norr om Feistritzer Spitze. 
I omgivningarna runt Feistritzer Spitze växer i huvudsak blandskog. Runt Feistritzer Spitze är det mycket glesbefolkat, med 5 invånare per kvadratkilometer.